# 산업연관분석
산업연관분석(産業聯關分析)은 산업연관표(혹은 투입산출표)를 써서 한 나라 전체 내지 일정 지역의 경제활동을 분석하는 방법을 말한다. 투입 산출 분석이라고도 한다.
산업 연관표는 나라 전체의 경제 활동을 파악하기 위하여 어떤 일정 기간(통상 1년)에 각 산업이 생산하는 재화, 서비스가 산업 상호간 또는 산업과 수출이나 소비 등의 최종 수요 사이에 어떻게 분배되느냐 하는 경제 거래의 전체를 하나의 표로 정리한 것이다. 이는 각 부문의 투입과 산출(수입)의 관계를 나타내는 것으로서 투입·산출표라고도 하고 창안자의 이름을 따서 레온티에프표(表)라고도 한다. 경제구조나 변화를 분석하는 산업연관분석은 널리 각국에서 경제분석을 비롯하여 경제예측이나 경제계획 등에 이용하고 있다.

## 산업연관표
산업연관표 또는 투입산출표는 일정기간(보통 1년간)에 이루어진 재화와 용역의 산업 상호간 및 산업과 최종수요간의 거래를 빠짐 없이 기록한 표이다. 산업연관표는 동수의 행(行)과 열(列)을 가지는데, 행은 그 산업의 생산물이 어느 산업부문 또는 어느 최종 수요부문에 얼마나 판매되었는가를 표시하는데, 그 행을 이루고 있는 각 수치를 그 산업의 산출(output)이라 한다. 이에 대하여 열은 각 산업이 생산을 위하여 어떤 산업으로부터 얼마만큼의 원재료, 또는 노동을 구입하고 또 얼마만큼의 부가가치를 생산하였는가를 표시하는데, 이에 속하는 수치를 그 산업의 투입(input)이라 한다.
투입산출표의 구성 내용의 경우 어떤 생산물의 생산에 소요되는 투입물이 항상 비례관계에 있다고 인정할 수 있는 산업부문을 내생부문(內生部門)이라 하고, 생산물을 최종적으로 사용하는 최종 수요부문과 원시적 투입부문을 외생부문(外生部門)이라 한다. 산업연관표와 국민소득과의 관계를 살펴보면 부가가치부문의 행(橫欄)의 합계에 관세를 가산하면 국민소득계정에의 시장가격에 의한 국내총생산과 같고 또 최종 수요부문의 열(縱欄)의 합계는 이에 대응하는 국내총지출과 같게 된다. 한편 간접세 및 보조금을 조정하면 요소비용에 의한 국내총생산을 산출할 수 있게 되어 있다.

### 작성
산업연관표를 작성하기 위해서는 먼저 표의 체제 등 작성원칙을 설정하고 작성계획을 수립하며 필요한 인원과 예산을 확보하여야 하는 바 그 일반적인 주요 사항만을 간추려 보면 다음과 같다.
① 산출액 추계: 산업연관표의 모든 셀(cell)의 수치를 추계함에 있어 어떤 셀의 수치가 높은 정도의 것으로 확정된다면 이것을 기준으로 하여 잔여 셀의 불확실한 수치도 쉽게 추계할 수 있다. 이와 같이 추계작업상의 기준이 되고 지배적인 역할을 하는 수치를 컨트롤 토털(control total)이라고 한다.  각 산업별의 생산액은 이 컨트롤 토털로 전체 셀의 추계에 가장 중요한 역할을 하게 된다. 단, 컨트롤 토털이 산출액에 한정되는 것이 아니라는 점을 유의하여야 한다. 수출·수입 기타 최종 수요 등 그 정도가 높고 이미 움직일 수 없는 계수로 인정만 되면 무엇이든 컨트롤 토털이 될 수 있으며, 컨트롤 토털이 많을수록 전체의 셀의 추계가 쉽게 된다.  대한민국의 산출액 추계에 있어서는 농업생산통계, 광공업 센서스, 수출입통계 기타 여러 가지 생산통계 및 각 업종별 협회의 통계자료를 서로 비교하여 각 부문마다 가장 신뢰도가 높다고 생각되는 수치를 컨트롤 토털로 채택하고 있다.
② 투입내역추계: 컨트롤 토털로의 산출액이 확정되면 그것을 기초로 하여서 각 셀의 수치, 즉 투입내역을 추계하게 되는데 이 때에 두 가지 방법이 있다.  첫째 방법은 시장법(market approach 또는 commodity flow approach)으로서 유통 내지 판매통계에 의하여 산업연관표의 횡란에 따라서 추계작업을 진행하는 방법이다.  둘째 방법은 비용법(cost approach)으로서 원단위(原單位) 또는 비용구성을 조사하여 연관표의 종란에 따라서 추계작업을 진행하는 방법인데, 전자는 생산물의 분배면에서 접근하는 방법이고, 후자는 투입면에서 접근하는 방법이다. 대한민국은 자료 사정을 감안하여 전산업에 걸친 표본조사를 통하여 제품별 비용구조를 파악하고 이것을 산출액에 확대 적용하는 비용법을 위주로 하고 이것을 보완하는 방법으로써 투입구조 조사시에 산출물의 배분구조 조사를 아울러 병행하여 이용하고 있다.
③ 조정작업: 투입내역 추계결과 얻어진 투입액의 횡으로의 합계는 산출액과 일치하여야 하나 실제집계 결과는 반드시 일치하는 것은 아니다. 그러므로 조정작업을 통해 수급을 일치시켜야 한다. 이 때에는 물론 앞서 말한 컨트롤 토털을 중심으로 하고 각종 계수를 신중히 비교 검토하여 수정하게 된다. 이 작업은 기초작업 부문을 통합한 조정작업단계에서 행하게 되는데, 각 셀을 확정하는 작업을 전부문의 수급을 동시에 일치시키야 하므로 수차에 걸친 밸런스 테스트를 거쳐 확정하게 된다. 즉 구매자 가격표를 작성한 후, 다음 수급 밸런스식에 의하여 수급을 조정하고 상업 마진율과 운수 마진율에 의해 모든 거래를 생산자 가격으로 환원하여 최종적으로 생산자 가격표를 작성하게 된다.

## 같이 보기
- 승수효과
- 선형 계획법
- 산업조직론

## 참고 문헌
- 이 문서에는 다음커뮤니케이션(현 카카오)에서 GFDL 또는 CC-SA 라이선스로 배포한 글로벌 세계대백과사전의 내용을 기초로 작성된 글이 포함되어 있습니다.